# Итимад-Уд-Даула

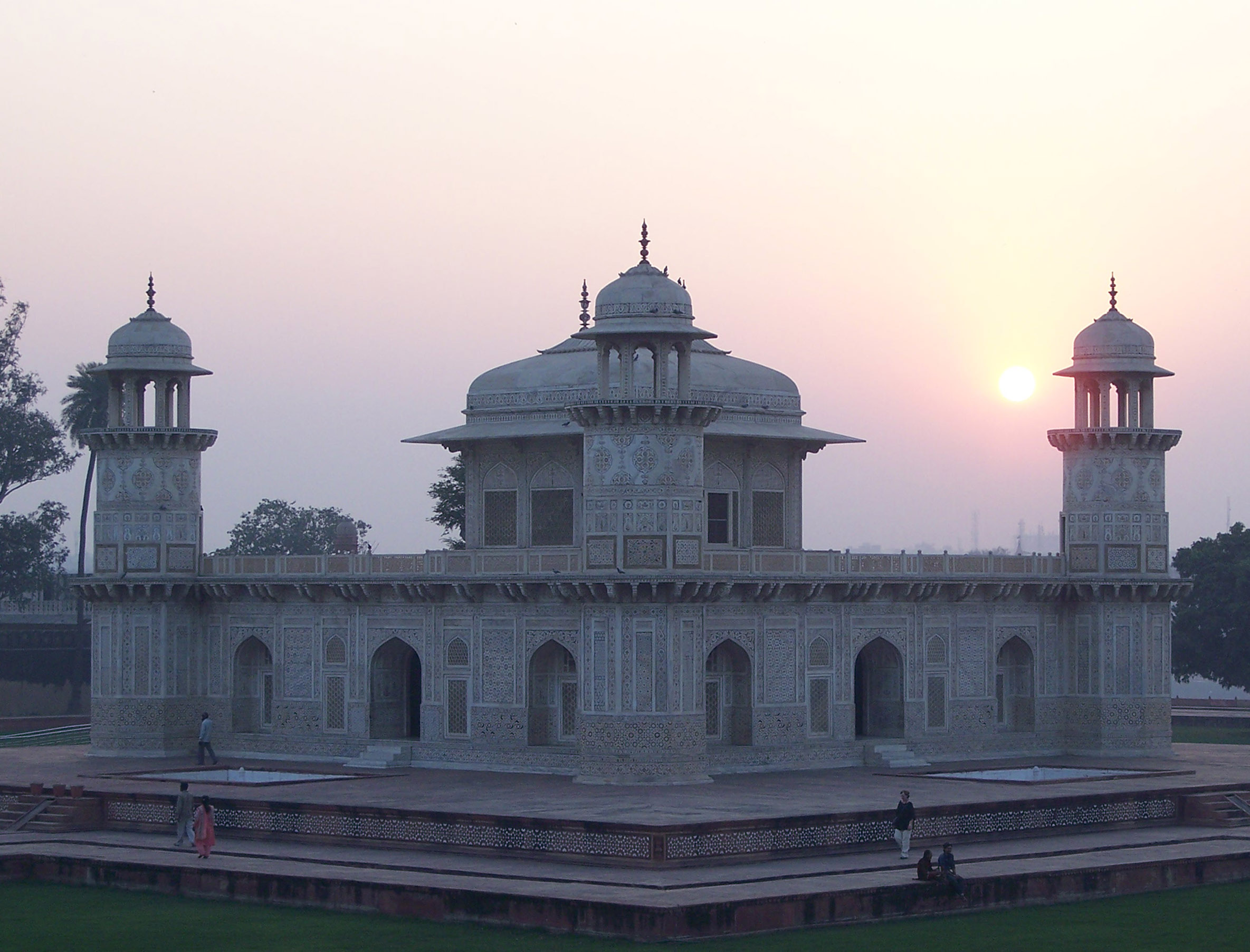
Мавзолей Итимад-уд-Даула

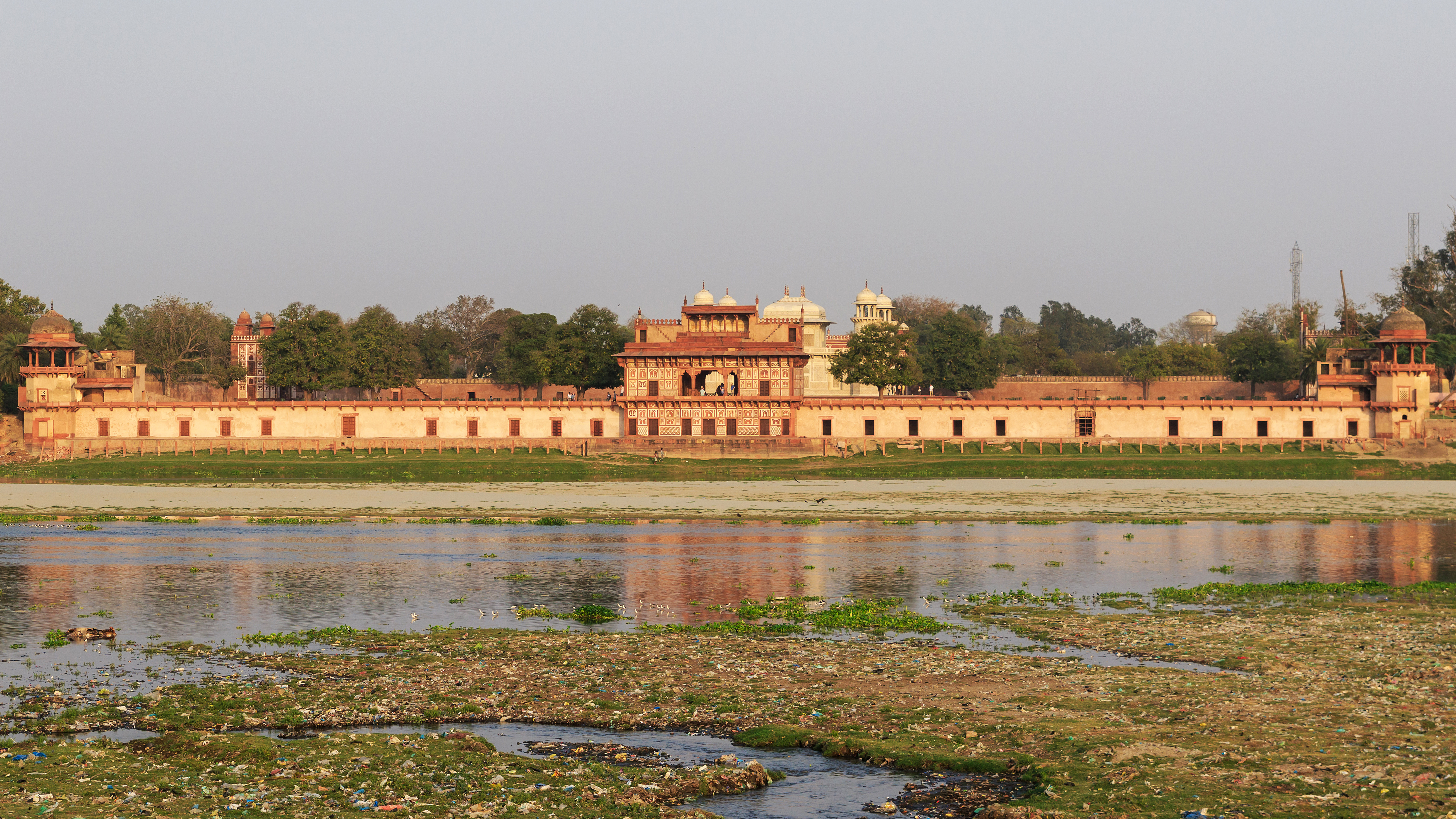
Вид на ансамбль с противоположного берега Ямуны

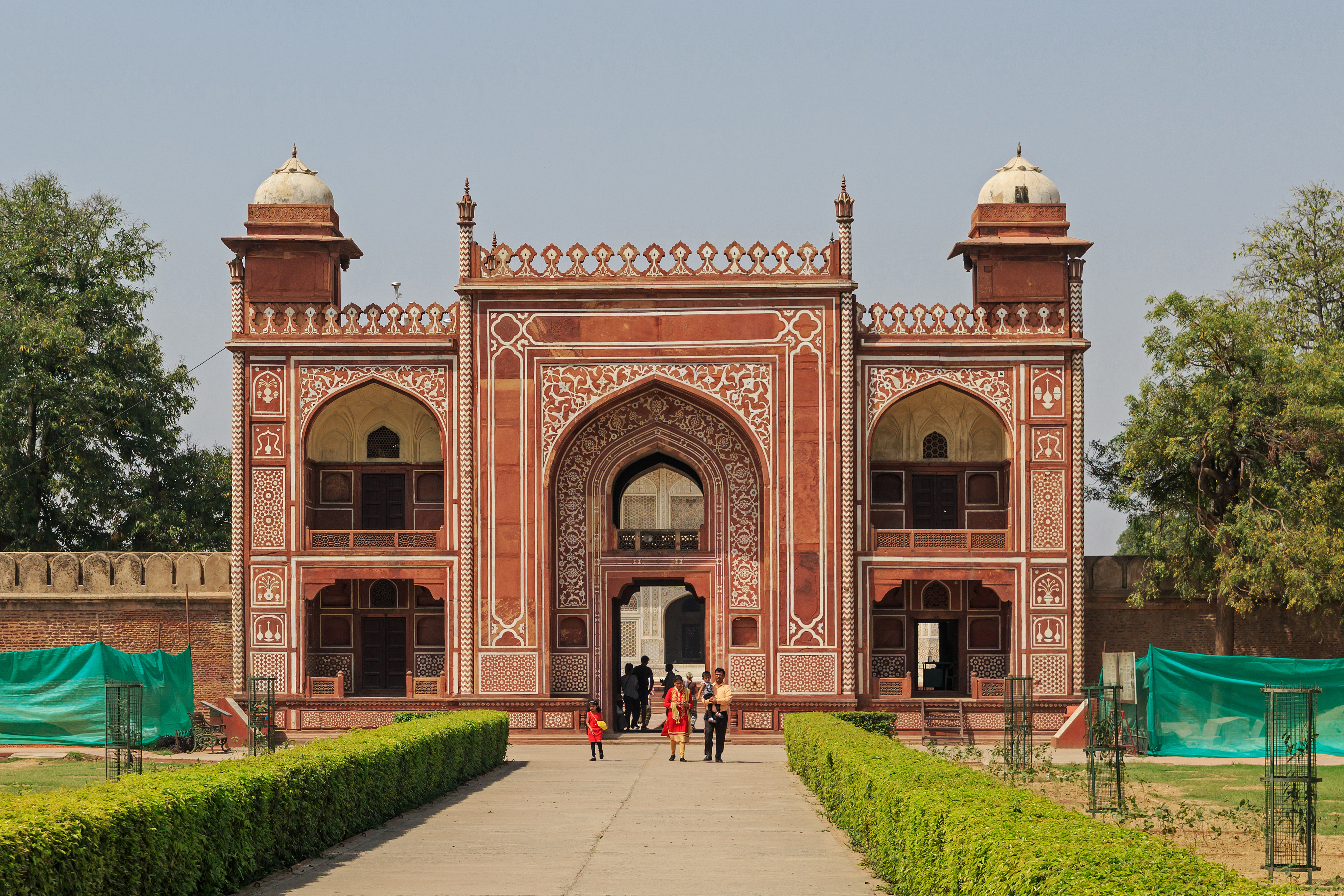
Восточные ворота

Итимад-уд-Даула  (хинди एतमाद-उद-दौला का मक़बरा, урду اعتماد الدولہ کا مقبرہ‎) — памятник могольской архитектуры в городе Агра, штат Уттар-Прадеш, Индия. Местные жители называют этот исторический комплекс «Маленький Тадж».
Мавзолей был спроектирован и построен по заказу Нур-Джахан, главной жены могольского падишаха Джахангира, для упокоения праха её отца Мирзы Гийас-бека, имевшего мансаб Итимад уд-Даула («Опора государства»). Мирза Гийас-бек был отцом Нур-Джахан и Асаф-хана и дедом Мумтаз-Махал, для которой её муж падишах Шах-Джахан I построил всемирно известный мавзолей Тадж-Махал.
Строительство надгробного комплекса было осуществлено в 1622-28 годах. В оформлении здания как внутри, так и снаружи были использованы драгоценные камни и золото. Отличительной особенностью этого архитектурного комплекса было использование в строительстве основного сооружения мавзолея белого мрамора вместе с традиционным использованием красного песчаника для сопутствующих зданий.
Архитектурный комплекс состоит из четырёх сооружений, выполненных из красного песчаника, размещенных по сторонам света, которые соединены крепостными стенами, центрального сооружения мавзолея с четырьмя минаретами, выполненными из белого мрамора, и парковой зоны. Комплекс находится на берегу реки Ямуна.